# برسه

## موقعیت و تاریخچه
روستای برسه از توابع بخش کوهستان شهرستان تنکابن، با مختصات ۵۰ درجه و ۷۳ دقیقه طول شرقی و ۳۶ درجه و ۶۴ دقیقه عرض شمالی، در ۳۵ کیلومتر جنوب غربی تنکابن و در ۲۶۰ کیلومتری ساری قرار دارد. روستای کوهستانی برسه در ارتفاع ۱۳۷۰ متری از سطح دریا قرار گرفته‌است و از شمال به جنگل، از شرق به روستای گلستان محله، از جنوب به روستای پلطداربنِ امامزاده قاسم و از غرب به روستای چاره سر محدود می‌شود. آب و هوای آن معتدل کوهستانی با تابستان‌های مطبوع و زمستان‌های نسبتاً سرد است.
دره سرسبز دو هزار در ارتفاعات البرز و در جنوب شهر تنکابن، شرایط طبیعی ویژه‌ای را پدیدآورده است. این منطقه فوق‌العاده زیبا است و چشم‌اندازهای بدیع کوهستانی، چمنزار و جنگلهای مرتفع جلگه‌ای دارد. دره دو هزار یک مقصد طبیعت گردی با جاذبه‌های متنوع است که در شکل‌گیری سکونت گاه‌های آن و روستای برسه تأثیر فراوانی داشته‌است. قدمت این روستا به دوره‌های متأخر مربوط می‌شود. روستای برسه، ییلاقی بوده‌است که به مرور به روستا تبدیل شده و عملکرد گردشگری یافته‌است.
مردم روستای برسه به زبان گیلکی سخن می‌گویند، مسلمان و پیرو مذهب شیعه جعفری هستند.

## الگوی معیشت و سکونت
بر اساس نتایج سرشماری مرکز آمار ایران در سال ۱۳۸۵، روستای برسه ۲۵۲ نفر جمعیت داشته‌است که در سال ۱۳۹۰ به ۳۵۳ نفر افزایش یافت. هم‌اکنون این روستا جمعیتی ۴۵۴ نفره را داراست. درآمد اکثر مردم روستای برسه از فعالیتهای زراعی، باغداری و دامداری تأمین می‌شود. گندم، گردو، سیب، فندق، گلابی از محصولات زراعی و باغی روستا ست. پرورش گل گاوزبان نیز در مزارع روستا رایج است. دامداری از فعالیتهای اصلی روستاییان است و گوشت و لبنیات، از محصولات دامی روستای برسه است. مردان و زنان روستا، در کنار فعالیتهای زراعی و دامداری به تولید محصولات صنایع دستی چو خا، چادر شب، جاجیم، سفره، کلاه پشمی، کولگیر، پوستین کلاه و جوراب پشمی نیز می‌پردازند. روستای پای کوهی برسه با بافت مسکونی پراکنده در شیب ملایمی استقرار یافته‌است و اکثر ساختمانهای آن سقف‌های شیروانی و دیوارهای گلی دارند. معماری سنتی روستا با محیط اطراف، سازگاری مناسبی یافته‌است. خانه‌های ساکنین روستا از نوع فعالیت و معیشت آنان تأثیر پذیرفته‌است. در اطراف روستا ساخت و سازهای ویلایی توسط غیر بومیان بسیار زیاد شده‌است. مصالح به کار رفته در بناهای روستا غالباً گل، سنگ، آجر و چوب است، ولی در ساخت خانه‌های جدید از مصالح سیمان، گچ، تیر آهن، آجر و آلومینیوم استفاده شده‌است.

## جمعیت
این روستا در دهستان دوهزار قرار گرفته و مرکز این دهستان بشمار می‌آید که بر اساس سرشماری مرکز آمار ایران در سال ۱۳۹۵، جمعیت آن ۴۵۴ نفر (۱۷۱ خانوار) بوده‌ست.